# Shorttrack op de Olympische Winterspelen 2018 - 1500 meter mannen
De 1500 meter voor mannen tijdens de Olympische Winterspelen 2018 vond plaats op 10 februari 2018 in het Gangneung Ice Arena in Gangneung.

## Tijdschema
| Datum       | Lokale tijd | MET   | Ronde         |
| ----------- | ----------- | ----- | ------------- |
| 10 februari | 19:00       | 11:00 | Series        |
| 10 februari | 20:21       | 12:21 | Halve finales |
| 10 februari | 21:28       | 13:28 | Finale        |

## Uitslag

### Series
Heat 1
| # | Naam               | Land | Tijd     | Opm. |
| - | ------------------ | ---- | -------- | ---- |
| 1 | Shaolin Sándor Liu | HUN  | 2.12,835 | Q    |
| 2 | Samuel Girard      | CAN  | 2.12,923 | Q    |
| 3 | Semjon Jelistratov | OAR  | 2.13,087 | Q    |
| 4 | Hiroki Yokohama    | JPN  | 2.13,323 |      |
| 5 | Ward Pétré         | BEL  | 2.17,362 |      |
| 6 | Farrell Treacy     | GBR  | DNF      |      |

Heat 2
| # | Naam            | Land | Tijd     | Opm. |
| - | --------------- | ---- | -------- | ---- |
| 1 | Charles Hamelin | CAN  | 2.12,130 | Q    |
| 2 | Jens Almey      | BEL  | 2.12,998 | Q    |
| 3 | Aaron Tran      | USA  | 2.14,133 | Q    |
| 4 | Andy Jung       | AUS  | 2.16,995 | ADV  |
| 5 | Han Tianyu      | CHN  | 2.38,865 | ADV  |
| 6 | Yuri Confortola | ITA  |          | PEN  |

Heat 3
| # | Naam              | Land | Tijd     | Opm. |
| - | ----------------- | ---- | -------- | ---- |
| 1 | Hwang Dae-heon    | KOR  | 2.15,561 | Q    |
| 2 | Itzhak de Laat    | NED  | 2.15,691 | Q    |
| 3 | Wu Dajing         | CHN  | 2.15,823 | Q    |
| 4 | Tommaso Dotti     | ITA  | 2.16,177 |      |
| 5 | Pascal Dion       | CAN  | 2.16,856 | ADV  |
| 6 | Choe Un-song      | PRK  | 2.18,213 |      |
| 7 | Vladislav Bykanov | ISR  |          | PEN  |

Heat 4
| # | Naam             | Land | Tijd     | Opm. |
| - | ---------------- | ---- | -------- | ---- |
| 1 | Lim Hyo-jun      | KOR  | 2.13,891 | Q    |
| 2 | Sébastien Lepape | FRA  | 2.13,965 | Q    |
| 3 | Shaoang Liu      | HUN  | 2.14,160 | Q    |
| 4 | Denis Nikisja    | KAZ  | 2.14,847 |      |
| 5 | Maksim Siarheyeu | BLR  | 2.15,242 |      |
| 6 | Kazuki Yoshinaga | JPN  |          | PEN  |

Heat 5
| # | Naam                | Land | Tijd     | Opm. |
| - | ------------------- | ---- | -------- | ---- |
| 1 | Seo Yi-ra           | KOR  | 2.18,750 | Q    |
| 2 | Roberto Puķītis     | LAT  | 2.18,825 | Q    |
| 3 | J.R. Celski         | USA  | 2.19,028 | Q    |
| 4 | Keita Watanabe      | JPN  | 2.19,205 |      |
| 5 | Csaba Burján        | HUN  | 2.19,284 |      |
| 6 | Aleksandr Shulginov | OAR  | 2.19308  |      |

Heat 6
| # | Naam                    | Land | Tijd     | Opm. |
| - | ----------------------- | ---- | -------- | ---- |
| 1 | John-Henry Krueger      | USA  | 2.15,671 | Q    |
| 2 | Thibaut Fauconnet       | FRA  | 2.15,768 | Q    |
| 3 | Sjinkie Knegt           | NED  | 2.15,949 | Q    |
| 4 | Pavel Sitnikov          | OAR  | 2.33,653 |      |
| 5 | Xu Hongzhi              | CHN  | 2.35,641 | ADV  |
| 6 | Nurnbergen Zhumagaziyev | KAZ  | DNF      |      |

### Halve finales
Heat 1
| # | Naam               | Land | Tijd     | Opm. |
| - | ------------------ | ---- | -------- | ---- |
| 1 | Semjon Jelistratov | OAR  | 2.11,003 | QA   |
| 2 | Charles Hamelin    | CAN  | 2.11,124 | QA   |
| 3 | Seo Yi-ra          | KOR  | 2.11,126 | QB   |
| 4 | Roberto Puķītis    | LAT  | 2.11,165 | QB   |
| 5 | Andy Jung          | AUS  | 2.11,183 |      |
| 6 | Samuel Girard      | CAN  |          | ADV  |
| 7 | J.R. Celski        | USA  |          | PEN  |

Heat 2
| # | Naam               | Land | Tijd     | Opm. |
| - | ------------------ | ---- | -------- | ---- |
| 1 | Sjinkie Knegt      | NED  | 2.11,900 | QA   |
| 2 | Thibaut Fauconnet  | FRA  | 2.12,049 | QA   |
| 3 | Pascal Dion        | CAN  | 2.12,640 | QB   |
| 4 | Aaron Tran         | USA  | 2.13,487 | QB   |
| 5 | Shaolin Sándor Liu | HUN  | 2.45,709 | ADV  |
| 6 | Jens Almey         | BEL  | DNF      |      |
| 7 | John-Henry Krueger | USA  |          | PEN  |

Heat 3
| # | Naam             | Land | Tijd     | Opm. |
| - | ---------------- | ---- | -------- | ---- |
| 1 | Lim Hyo-jun      | KOR  | 2.11,389 | QA   |
| 2 | Hwang Dae-heon   | KOR  | 2.11,496 | QA   |
| 3 | Itzhak de Laat   | NED  | 2.11,781 | ADV  |
| 4 | Han Tianyu       | CHN  | 2.11,827 | QB   |
| 5 | Sébastien Lepape | FRA  | 2.11,967 |      |
| 6 | Xu Hongzhi       | CHN  | 2.19,310 |      |
| 7 | Shaoang Liu      | HUN  |          | PEN  |

### Finales
A-Finale
| #      | Naam               | Land | Tijd     | Bijz. |
| ------ | ------------------ | ---- | -------- | ----- |
| Goud   | Lim Hyo-jun        | KOR  | 2.10,485 | OR    |
| Zilver | Sjinkie Knegt      | NED  | 2.10,555 |       |
| Brons  | Semjon Jelistratov | OAR  | 2.10,687 |       |
| 4      | Samuel Girard      | CAN  | 2.11,176 |       |
| 5      | Shaolin Sándor Liu | HUN  | 2.11,520 |       |
| 6      | Itzhak de Laat     | NED  | 2.12,362 |       |
| 7      | Thibaut Fauconnet  | FRA  | 2.53,150 |       |
| -      | Hwang Dae-heon     | KOR  | DNF      |       |
| -      | Charles Hamelin    | CAN  |          | PEN   |

B-Finale
| #  | Naam            | Land | Tijd     | Bijz. |
| -- | --------------- | ---- | -------- | ----- |
| 10 | Han Tianyu      | CHN  | 2.26,281 |       |
| 11 | Seo Yi-ra       | KOR  | 2.26,346 |       |
| 12 | Pascal Dion     | CAN  | 2.26,412 |       |
| 13 | Roberto Puķītis | LAT  | 2.26,525 |       |
| 14 | Aaron Tran      | USA  | 2.27,127 |       |